# Grand Prix Monako 1993
Grand Prix Monako 1993 (oryg. Grand Prix Automobile de Monaco) – szósta runda Mistrzostw Świata Formuły 1 w sezonie 1993, która odbyła się 23 maja 1993, po raz 40. na torze Circuit de Monaco.
51. Grand Prix Monako, 40. zaliczane do Mistrzostw Świata Formuły 1.

## Wyniki

### Kwalifikacje
| P                       | Nr | Kierowca             | Konstruktor(-silnik)  | Opony | Czas     | Odstęp   | Strata   |
| ----------------------- | -- | -------------------- | --------------------- | ----- | -------- | -------- | -------- |
| 1                       | 2  | Alain Prost          | Williams-Renault      | G     | 1:20.557 | -        | -        |
| 2                       | 5  | Michael Schumacher   | Benetton-Ford         | G     | 1:21.190 | 0:00.633 | 0:00.633 |
| 3                       | 8  | Ayrton Senna         | McLaren-Ford          | G     | 1:21.552 | 0:00.362 | 0:00.995 |
| 4                       | 0  | Damon Hill           | Williams-Renault      | G     | 1:21.825 | 0:00.273 | 0:01.268 |
| 5                       | 27 | Jean Alesi           | Ferrari               | G     | 1:21.948 | 0:00.123 | 0:01.391 |
| 6                       | 6  | Riccardo Patrese     | Benetton-Ford         | G     | 1:22.117 | 0:00.169 | 0:01.560 |
| 7                       | 28 | Gerhard Berger       | Ferrari               | G     | 1:22.394 | 0:00.277 | 0:01.837 |
| 8                       | 29 | Karl Wendlinger      | Sauber-Ilmor          | G     | 1:22.477 | 0:00.083 | 0:01.920 |
| 9                       | 7  | Michael Andretti     | McLaren-Ford          | G     | 1:22.994 | 0:00.517 | 0:02.437 |
| 10                      | 20 | Érik Comas           | Larrousse-Lamborghini | G     | 1:23.246 | 0:00.252 | 0:02.689 |
| 11                      | 30 | JJ Lehto             | Sauber-Ilmor          | G     | 1:23.715 | 0:00.469 | 0:03.158 |
| 12                      | 9  | Derek Warwick        | Footwork-Mugen-Honda  | G     | 1:23.749 | 0:00.034 | 0:03.192 |
| 13                      | 25 | Martin Brundle       | Ligier-Renault        | G     | 1:23.786 | 0:00.037 | 0:03.229 |
| 14                      | 12 | Johnny Herbert       | Lotus-Ford            | G     | 1:23.812 | 0:00.026 | 0:03.255 |
| 15                      | 19 | Philippe Alliot      | Larrousse-Lamborghini | G     | 1:23.907 | 0:00.095 | 0:03.350 |
| 16                      | 14 | Rubens Barrichello   | Jordan-Hart           | G     | 1:24.086 | 0:00.179 | 0:03.529 |
| 17                      | 23 | Christian Fittipaldi | Minardi-Ford          | G     | 1:24.298 | 0:00.212 | 0:03.741 |
| 18                      | 10 | Aguri Suzuki         | Footwork-Mugen-Honda  | G     | 1:24.524 | 0:00.226 | 0:03.967 |
| 19                      | 4  | Andrea de Cesaris    | Tyrrell-Yamaha        | G     | 1:24.544 | 0:00.020 | 0:03.987 |
| 20                      | 11 | Alessandro Zanardi   | Lotus-Ford            | G     | 1:24.888 | 0:00.344 | 0:04.331 |
| 21                      | 26 | Mark Blundell        | Ligier-Renault        | G     | 1:24.972 | 0:00.084 | 0:04.415 |
| 22                      | 3  | Ukyō Katayama        | Tyrrell-Yamaha        | G     | 1:25.236 | 0:00.264 | 0:04.679 |
| 23                      | 15 | Thierry Boutsen      | Jordan-Hart           | G     | 1:25.267 | 0:00.031 | 0:04.710 |
| 24                      | 21 | Michele Alboreto     | Lola-Ferrari          | G     | 1:26.444 | 0:01.177 | 0:05.887 |
| 25                      | 24 | Fabrizio Barbazza    | Minardi-Ford          | G     | 1:26.582 | 0:00.138 | 0:06.025 |
| Nie zakwalifikowali się |    |                      |                       |       |          |          |          |
|                         | 22 | Luca Badoer          | Lola-Ferrari          | G     | 1:29.613 | 0:03.031 | 0:09.056 |
| P                       | Nr | Kierowca             | Konstruktor(-silnik)  | Opony | Czas     | Odstęp   | Strata   |

### Wyścig
| Pos | No | Kierowca             | Konstruktor           | Okrążeń | Czas/powód NU | Poz. Start. | Punktów |
| --- | -- | -------------------- | --------------------- | ------- | ------------- | ----------- | ------- |
| 1   | 8  | Ayrton Senna         | McLaren-Ford          | 78      | 1:52:10.947   | 3           | 10      |
| 2   | 0  | Damon Hill           | Williams-Renault      | 78      | +52.118       | 4           | 6       |
| 3   | 27 | Jean Alesi           | Ferrari               | 78      | +1:03.362     | 5           | 4       |
| 4   | 2  | Alain Prost          | Williams-Renault      | 77      | +1 okrążenie  | 1           | 3       |
| 5   | 23 | Christian Fittipaldi | Minardi-Ford          | 76      | + 2 Okrążenia | 17          | 2       |
| 6   | 25 | Martin Brundle       | Ligier-Renault        | 76      | + 2 Okrążenia | 13          | 1       |
| 7   | 11 | Alessandro Zanardi   | Lotus-Ford            | 76      | + 2 Okrążenia | 20          |         |
| 8   | 7  | Michael Andretti     | McLaren-Ford          | 76      | + 2 Okrążenia | 9           |         |
| 9   | 14 | Rubens Barrichello   | Jordan-Hart           | 76      | + 2 Okrążenia | 16          |         |
| 10  | 4  | Andrea de Cesaris    | Tyrrell-Yamaha        | 76      | + 2 Okrążenia | 19          |         |
| 11  | 24 | Fabrizio Barbazza    | Minardi-Ford          | 75      | + 3 Okrążenia | 25          |         |
| 12  | 19 | Philippe Alliot      | Larrousse-Lamborghini | 75      | + 3 Okrążenia | 15          |         |
| 13  | 29 | Karl Wendlinger      | Sauber-Ilmor          | 74      | +4 Okrążeń    | 8           |         |
| 14  | 28 | Gerhard Berger       | Ferrari               | 70      | Kolizja       | 7           |         |
| NU  | 12 | Johnny Herbert       | Lotus-Ford            | 61      | Skrz. biegów  | 14          |         |
| NU  | 6  | Riccardo Patrese     | Benetton-Ford         | 53      | Silnik        | 6           |         |
| NU  | 20 | Érik Comas           | Larrousse-Lamborghini | 51      | Silnik        | 10          |         |
| NU  | 10 | Aguri Suzuki         | Footwork-Mugen-Honda  | 46      | Wypadł z toru | 18          |         |
| NU  | 9  | Derek Warwick        | Footwork-Mugen-Honda  | 43      | Przepustnica  | 12          |         |
| NU  | 5  | Michael Schumacher   | Benetton-Ford         | 32      | Hydraulika    | 2           |         |
| NU  | 3  | Ukyō Katayama        | Tyrrell-Yamaha        | 31      | Silnik        | 22          |         |
| NU  | 21 | Michele Alboreto     | Lola-Ferrari          | 28      | Skrz. biegów  | 24          |         |
| NU  | 30 | JJ Lehto             | Sauber-Ilmor          | 23      | Wypadek       | 11          |         |
| NU  | 15 | Thierry Boutsen      | Jordan-Hart           | 12      | Zawieszenie   | 23          |         |
| NU  | 26 | Mark Blundell        | Ligier-Renault        | 3       | Wypadł z toru | 21          |         |
| NZ  | 22 | Luca Badoer          | Lola-Ferrari          |         |               |             |         |